# José Magdalena
José Magadalena Lafuente (Barcelona, 2 de febrero de 1889 - Barcelona, 19 de julio de 1977) fue un ciclista español que fue profesional entre 1909 y 1917. Durante su carrera profesional consiguió dos Campeonatos de España y una Volta a Catalunya.

## Palmarés
1910
- Campeonato de España en Ruta

1912
- Campeonato de España en Ruta
- Volta a Cataluña, más 3 etapas

1914
- 3º en el Campeonato de España en Ruta

1915
- 3º en el Campeonato de España en Ruta

1916
- 3º en el Campeonato de España en Ruta